# Branko Duplančić
Branko Duplančić, nekadašnji Hajdukov igrač koji je zabilježio tek jedan nastup bez golova i to 1. kolovoza 1926. godine za kup gradova kada je Hajduk izgubio od Reprezentacije Beograda s 0:6. 
Za Hajduk su tada uz njega nastupili i Čulić (branka), P. Borovčić Kurir, Antonini, Žulj, Radić, J. Rodin, Roje, Bakotić, Radman, i Markovina.
Statistika u Hajduku
| Natjecanje        | Nastupi | Zgoditci |
| ----------------- | ------- | -------- |
| Prvenstvo         | 0       | 0        |
| Kup               | 1       | 0        |
| Superkup          | 0       | 0        |
| Međunarodne       | 0       | 0        |
| Splitski podsavez | 0       | 0        |
| Ukupno            | 1       | 0        |
| Prijateljske      | 0       | 0        |
| Sveukupno         | 1       | 0        |